# Ignacio Alviso
Juan Ignacio Alviso (San Miguel de Horcasitas, 1772-Alviso, 1848) fue un granjero y soldado californio. Es homónimo de Alviso, un barrio de la ciudad de San José, California.

## Biografía
Nacido en San Miguel de Horcasitas en lo que hoy es el estado mexicano de Sonora, Ignacio de tres años se fue con sus padres el cabo Domingo Alviso (1738-1777) y María Ángela Trejo (1742-1803), hermanos y hermana en 1775 a la Expedición de Anza a San Francisco. Su padre murió un año después de su llegada. Ignacio sirvió como soldado en la Compañía de San Francisco desde 1805 hasta 1819. En 1838 se le concedió el Rancho Rincón de Los Esteros.
Estuvo casado con María Margarita Bernal (1781-1828). Falleció en 1848 dejando una gran propiedad.
Ignacio Alviso es el tío de José María Alviso, uno de los primeros alcaldes de San José. También es el abuelo de Valentine Alviso, quien fue miembro de la Asamblea del Estado de California (Distrito 14) desde 1881 hasta 1883.